# Merionoeda clunis
Merionoeda clunis är en skalbaggsart som beskrevs av Holzschuh 2008. Merionoeda clunis ingår i släktet Merionoeda och familjen långhorningar. Inga underarter finns listade i Catalogue of Life.